# Rebelión tuareg (1990-1996)
La rebelión tuareg de 1990-1996 fue un levantamiento, que buscaba la autonomía de dicho pueblo o la creación de un país propio, se desarrolló en Malí y Níger a la vez. Empezó el 29 de junio de 1990 y finalizó el 27 de marzo de 1996 con una ceremonia simbólica de la "Llama de la paz". Es considerada la segunda de las rebeliones tuareg.
La rebelión sucedió a una feroz hambruna que afectó la región en los años 1980, unida a una fuerte represión y crisis políticas en ambos países que llevaron también a una gran crisis de refugiados. 

## Malí
En Malí la rebelión se inició en 1990, cuando tropas del gobierno atacaron Gao, la represión del ejército fue sangrienta. Una de las quejas mencionadas era la imposibilidad de los soldados tuareg de acceder a mayores cargos en el ejército. La dictadura del presidente Traoré respondió en un principio con represión y posteriormente con negociaciones que culminaron en enero de 1991 con la firma de los Acuerdos de Tamanrasset que garantizaban al norte un estatus especial pero que fueron reiteradamente incumplidos.
Con el inicio del proceso democrático del nuevo presidente de Malí Alpha Oumar Konaré en 1992 y la presión de Argelia, se inició la negociación con los rebeldes asociados ya con grupos árabes armados. Como resultado se estableció el Pacto Nacional de abril de 1992 que concedía un estatus especial para el norte con medidas similares a las de los Acuerdos de Tamanrasset: reducción del ejército maliense en el norte, integración de los rebeldes en las fuerzas armadas y compromiso para desarrollar la zona norte creando una nueva región autónoma, la región de Kidal con un programa de descentralización. A cambio los rebeldes renunciaban a sus reivindicaciones independentistas.  
En 1994 una fuerza de tuareg entrenada y armada por Libia atacó Gao, lo que llevó a represalias por parte del ejército contra esta etnia. Así, la guerra civil se reanudó y, como parte de su esfuerzo bélico, el gobierno creó la milicia songhai Ghanda Koi. La guerra terminó definitivamente en 1996 cuando se quemaron simbólicamente 3.000 armas en Tombuctú dando por finalizado el conflicto. 

## Níger
El 7 de mayo de 1990 un grupo de tuareg en Malí asaltaron la comisaría de policía, la cárcel y la oficina de correos de Tchin-Tabareden, según la versión tuareg, para intentar liberar a algunos jóvenes que habían sido detenidos. Durante el asalto murieron varias personas. Como respuesta las Fuerzas Armadas Nigerinas arrasaron la zona de Tchin-Tabaraden, Kao e In-Gall, eliminando todos los campamentos de nómadas tuareg que encontraron a su paso, en lo que se conoce como la masacre de Tchin-Tabaraden, en la que según organizaciones internacionales murieron 600 personas. El gobierno de Níger reconoció 70 muertos y el movimiento tuareg denunció 1.700 víctimas.
Se inició entonces una rebelión de varios grupos tuareg. Afectó sobre todo a la ciudad de Agadez, un centro turístico, Arlit, un pueblo minero donde se extrae uranio e In-Gall, una población comercial, minera, agrícola y ganadera.
Los ataques fueron pocos, la respuesta no fue eficaz, pero el daño económico fue grande. Los dos  grupos principales rebeldes firmaron una tregua en 1994 e iniciaron negociaciones, aunque ambos grupos empezaron a enfrentarse entre sí, en 1995 al morir en un sospechoso accidente un líder rebelde la guerra se reinició.
Por último, el gobierno llegó a acuerdos de paz el 15 de abril de 1995 con todos los tuaregs (y algunos tubu) rebeldes, en un acuerdo negociado en Uagadugú. La mayoría de los combates terminaron entonces, aunque los últimos grupos rebeldes se desmovilizaron en 1998. El gobierno se comprometió a integrar a algunos ex-rebeldes en las fuerzas armadas, y con ayuda francesa, apoyar para a otros a retornar a una vida civil productiva. Pero se produjeron controversias políticas por la integración de los tuaregs; en cuanto a la vida económica, los tuaregs lograron integrarse en la construcción, el comercio, la minería y el turismo.
Unos 2.500 combatientes fueron reintegrados en las fuerzas armadas y la administración, pero a pesar de la mediación de Argelia la implementación de los acuerdos no consiguió resolver los problemas porque no contó con el apoyo popular del sur ni tampoco con el de todas las facciones del norte. Y una década después, en 2006, llegó la tercera rebelión tuareg.
| Organización                        | Fuerzas                | Nota |
| ----------------------------------- | ---------------------- | --- |
| Malí                                | 12.000 rebeldes (1996) | 2.500 muertos (1990-1996). |
| MFUA                                | 7.000 (1995)           | Grupo fundado por la unión entre el FIAA y el MPLA entre 1991-1992 por los acuerdos de Tamanrasset. Los acuerdos de paz de 1992 y 1995 lograron la desmovilización de sus miembros. |
| FIAA                                | -                      | Liderado por Zahabi Ould Sidi Mohamed, creado en 1990. |
| MPLA o MPA                          | 7.000-8.000 (1992)     | Creado en 1988 en Libia. |
| ARLA                                | -                      | En 1991 se unió al MFUA. |
| PLFA                                | -                      | Se unió al MFUA. |
| FLNA                                | -                      | - |
| AGT                                 | -                      | - |
| FULA                                | -                      | - |
| MPGK                                | -                      | Fundado en 1994. |
| Níger                               | 4.000 rebeldes (1995)  | 1.000 (1990-1997) |
| FLAA                                | -                      | - |
| FLT                                 | -                      | Dirigido por Mano Dayak, quien falleció en 1995 en un extraño accidente de aviación cuando iba a negociar con el gobierno, su muerte provocó el reinicio del conflicto.             |
| Frente de Liberación Aéreo y Azawak |                        | |